# کارنان (فیلم ۲۰۲۱)
کارنان (انگلیسی: Karnan) فیلم درام اکشن زبان تامیلی، محصول ۲۰۲۱ هند است که کارگردانی فیلم را ماری سلواراج بر عهده داشته‌است. بازیگران اصلی فیلم دنوش، راجیشا ویجایان (اولین بازی خود در فیلم تامیل)، لعل، یوگی بابو و ناتاراجان سوبرامانیام هستند. موسیقی فیلم توسط سانتوش نارایانان ساخته شده‌است، فیلم شخصیت کارنان را به تصویر می‌کشد که با یک پیشینه محافظه کار، برای احقاق حقوق مردمش مبارزه می‌کند.

## داستان
درباره یک جوان روستایی بنام کارنان است که برای احقاق حقوق مردم روستایی که در آن زندگی میکند مبارزه میکند